# Aleš Urbánek
Aleš Urbánek (* 25. května 1980, Slavičín) je bývalý český fotbalový obránce nebo záložník a mládežnický reprezentant. Hrál převážně na levé straně obrany. Mimo ČR působil na klubové úrovni v Rusku a na Slovensku. Měl pověst poněkud problémového hráče.

## Klubová kariéra
V deseti letech začal hrát za Slavičín, poté prošel týmy Brumova, Šanova, Zlína a ještě jako dorostenec hrál za Prostějov. Odtud se dostal do prvoligové Sigmy Olomouc, kde strávil šest let. V březnu 2004 přestoupil do ruského Spartaku Moskva. V srpnu se však do Česka vrátil a to konkrétně na roční hostování do Sparty Praha. Se Spartou si zahrál pod trenérem Františkem Strakou i v Lize mistrů UEFA a získal s ní titul v sezóně 2004/05.
Poté se vrátil do Spartaku Moskva, ale hned na konci srpna odešel opět na roční hostování, tentokrát na Slovensko, do Artmedie Bratislava. Po tomto hostování se opět vrátil do Spartaku. Od září 2006 hostoval do června 2007 ve Slavii Praha.
Úspěšná léta zažil v Artmedii Bratislava, kde podepsal v létě 2007 smlouvu na tři roky, vyhrál slovenskou nejvyšší ligu i pohár a opět si zahrál Ligu mistrů UEFA.
V posledním roce jeho angažmá si šéf Artmedie Ivan Kmotrík koupil bratislavský Slovan, který pro něj byl prioritou. Kádr Artmedie se tak začal rozpadat a Aleše si vyhlédlo jako posilu pro Gambrinus ligu (koupená od Čáslavi) 1. FC Slovácko.
Od roku 2011 působil na Slovensku, postupně v klubech FK Senica, DAC Dunajská Streda a TJ Baník Ružiná.
V Dunajské Strede působil na jaře 2012, měl zde problémy se mzdou a v květnu 2012 se stal volným hráčem. V létě podepsal smlouvu s nováčkem slovenské 2. ligy – Baníkem Ružiná.
Na konci sezóny 2012/13 zažil s Baníkem Ružiná sestup ze druhé slovenské ligy a poté se začal věnovat civilnímu zaměstnání.
V sezoně 2021/2022 hrál krajský přebor za klub Sokol Nevšová, kde byl kapitánem. 

## Reprezentační kariéra
Urbánek působil v mládežnickém reprezentačním výběru České republiky do 18 let, za nějž odehrál v roce 1999 2 zápasy a vstřelil 1 gól. V roce 2000 nastoupil k jednomu utkání za českou reprezentaci do 20 let, šlo o domácí přátelské střetnutí s Izraelem (výhra 5:1). V letech 1999–2001 odehrál za českou reprezentační jedenadvacítku dohromady 12 zápasů a vsítil 3 branky.

### Reprezentační zápasy a góly
Zápasy Aleše Urbánka v české reprezentaci do 21 let 
| Rok    | Zápasy | Góly |
| ------ | ------ | ---- |
| 1999   | 1      | 0    |
| 2000   | 4      | 1    |
| 2001   | 7      | 2    |
| Celkem | 12     | 3    |

Góly Aleše Urbánka v české reprezentaci do 21 let 
| Gól | Datum       | Stadion                    | Soupeř    | Skóre (min.) | Výsledek | Soutěž          |
| --- | ----------- | -------------------------- | --------- | ------------ | -------- | --------------- |
| 010 | 15. 8. 2000 | Frýdek-Místek, Česko       | Slovinsko | 01:00 (14.)  | 3:1      | přátelský zápas |
| 02  | 24. 4. 2001 | Na Litavce, Příbram, Česko | Belgie    | 02:00 (41.)  | 7:0      | přátelský zápas |
| 03  | 24. 4. 2001 | Na Litavce, Příbram, Česko | Belgie    | 03:00 (61.)  | 7:0      | přátelský zápas |